# 官職難儀
官職難儀（日语：／ Kanshokunangi）是日本戰國時代的公卿吉田兼右的著作，內容關於有職故實。被認為是在永祿6年（1563年）以前完成。著作目標是補完北畠親房的『職源鈔』，解答初學者提出的質問，使讀者能理解『職源鈔』。
內容包括為官職、官位相當制、除目、上日等公家社會制度作基本解説，亦有批評在戰國時期陷入混亂的公家社會等。